# منطقة رامبور
رامبور رمزها «RA» (بالإنجليزية: Rampur)، هو تقسيم إداري لدولة الهند تتبع ولاية أتر برديش (بالإنجليزية: Uttar  Pradesh)، مركزها هو مدينة رامبور (بالإنجليزية: Rampur) عدد سكانها حسب تعداد سنة 2001 هو 1,922,450، مساحتها 2,367 كم² وكثافة السكان 812 لكل كم².[بحاجة لمصدر]

## التقسيم الإداري والسكان

### التقسيم الإداري
تنقسم المنطقة لـ 6 تحصيل (سادار، بيلاسبور، ميلاك، شهباد، سوار، تاندا)، و6 كتل (بيلاسبور، شامراوا، ميلاك، صيدنجار، شهباد، سوار)، وتضم 11 مجلس بلدي وإجمالاً 1200 قرية، وتضم 5 دوائر إنتخابية (رامبور، شامراوا، بيلاسبور، سوار، ميلاك).

### السكان
| السنة | تعداد السكان | التغير  |
| ----- | ------------ | ------- |
| 1951  | 560.017      | 1.31٪ + |
| 1961  | 701537       | 2.28٪+  |
| 1971  | 901209       | 2.54٪ + |
| 1981  | 1،178،621    | 2.72٪ + |
| 1991  | 1،502،141    | 2.46٪ + |
| 2001  | 1،923،739    | 2.50٪ + |
| 2011  | 2،335،819    | 1.96٪ + |

بلغ عدد منطقة رامبور حسب تعداد 2011 نحو 2،335،819 نسمة، ما يجعل ترتيبها ال194 بين مقاطعات الهند، تبلغ الكثافة السكانية 987 نسمة/ كم٢، بلغ معدل النمو السكاني بين 2001-2011 21.4٪،  ونسبة الجنس نحو 905 إناث لكل 1000 ذكر، ومعدل معرفة القراءة والكتابة 75.08٪.

#### الدين
| الدين في المنطقة (تعداد 2011) | الدين في المنطقة (تعداد 2011) | الدين في المنطقة (تعداد 2011) | الدين في المنطقة (تعداد 2011) | الدين في المنطقة (تعداد 2011) |
| ----------------------------- | ----------------------------- | ----------------------------- | ----------------------------- | ----------------------------- |
| الديانة                       | الديانة                       |                               | النسبة                        | النسبة                        |
| الإسلام                       | الإسلام                       |                               | 50.57%                        | 50.57%                        |
| الهندوسية                     | الهندوسية                     |                               | 45.97%                        | 45.97%                        |
| السيخية                       | السيخية                       |                               | 2.80%                         | 2.80%                         |
| أخرى أو لم يذكر               | أخرى أو لم يذكر               |                               | 0.66%                         | 0.66%                         |

#### اللغة
حسب التعداد الهـندي 2011، كان 73.85٪ يتحدثون الهندية و23.04٪ يتحدثون الأردية و2.54٪ يتحدثون البنجابية.

## المسؤولين (نواب المفوضين)[14]
| نائب المفوض             | الفترة                        |
| ----------------------- | ----------------------------- |
| جانجا سينغ شوراماني     | 1 ديسمبر 1949-7 ديسمبر 1952   |
| نارسينغ باندي           | 8 ديسمبر 1952-16 أغسطس 1955   |
| شيف رام سينغ            | 17 أغسطس 1955-12 يوليو 1957   |
| سانتوش كومار شودري      | 22 يوليو 1957-14 مايو 1958    |
| أمي بوشان مالك          | 17 يونيو 1958-31 يوليو 1961   |
| دارمندرا موهان سينها    | 1 أغسطس 1961-7 مايو 1964      |
| أنديرا موهان ساهي       | 28 مايو 1964-24 أبريل 1967    |
| رافيندرا شاندرا بهارجاف | 25 أبريل 1967-9 يوليو 1968    |
| ماهيندرا شاندرا ميشرا   | 15 يوليو 1968-14 مارس 1969    |
| S.Rames                 | 15 مارس 1969-9 أغسطس 1969     |
| أنادي ناث سيجال         | 10 أغسطس 1969-15 يوليو 1970   |
| ماهيندرا كومار          | 16 يوليو 1970-9 يوليو 1973    |
| ناريندرا كومار ساباروال | 9 يوليو 1973-26 مايو 1974     |
| سمت أوشا شاثرات         | 1 يونيو 1974-7 يناير 1975     |
| جاناردان داس شاه        | 8 يوليو 1975-18 أكتوبر 1977   |
| رام شاندرا ميشرا        | 18 أكتوبر 1977-12 فبراير 1979 |
| كولديب سايني            | 13 فبراير 1979-15 أغسطس 1979  |
| رام كيشان سينغ          | 16 أغسطس 1979-31 مارس 1980    |
| ت. جورج جوزيف           | 4 أبريل 1980-18 أبريل 1981    |
| أتول كومار جوبتا        | 19 أبريل 1981-15 مايو 1983    |
| سمت سوناندا براساد      | 15 مايو 1983-5 يوليو 1984     |
| راجندرا كومار           | 7 يوليو 1984-18 يوليو 1988    |
| شيخار أغاروال           | 19 يوليو 1988-22 مايو 1990    |
| بالويندر كومار          | 2 يونيو 1990-1 فبراير 1991    |
| هاريش شاندرا سريفاستاف  | 1 فبراير 1991-8 يوليو 1991    |
| جاغديش شاندرا جوسوامي   | 9 يوليو 1991-5 يوليو 1992     |
| رامندرا براتاب سينغ     | 6 يوليو 1992-10 يوليو 1993    |
| رام شاندرا براساد سينغ  | 10 يوليو 1993-2 يونيو 1994    |
| هاريش شاندرا سريفاستاف  | 2 يونيو 1994-5 يوليو 1995     |
| نيبال سينغ رافي         | 6 يولو 1995-30 نوفمبر 1995    |
| إندراجيت فيرما          | 30 ديسمبر 1995-30 مارس 1997   |
| سمت ليلا ناندان         | 30 مارس 1997-29 أغسطس 1997    |
| أناند فاردان            | 4 سبتمبر 1997-27 يونيو 1998   |
| بالبير ساهاي سيكسينا    | 2 يوليو 1998-4 يناير 1999     |
| سمت نيفديتا شوكلا فيرما | 4 يناير 1999-4 ديسمبر 1999    |
| ساتيش كومار             | 6 ديسمبر 1999-14 فبراير 2001  |
| سمت مونيكا إس جارج      | 16 فبراير 2001-15 أبريل 2002  |
| جوثيكا باتانكار         | 15 أبريل 2002-15 يونيو 2002   |
| إس كي فيرما             | 15 يونيو 2002-17 ديسمبر 2002  |
| ماركانديا سينغ          | 18 ديسمبر 2002-13 فبراير 2002 |
| رام موهان راو           | 15 فبراير 2003-28 يونيو 2003  |
| أيه كيه تاندون          | 1 يوليو 2003-12 يوليو 2003    |
| سمت أنيتا سي إم         | 13 يوليو 2003-15 سبتمبر 2005  |
| موحد مصطفى              | 15 سبتمبر 2005-31 مارس 2007   |
| M. Devaraj              | 1 أبريل 2007-15 مايو 2007     |
| رام ساجيوان             | 16 مايو 2007-31 يناير 2008    |
| نيتيشوار كومار          | 8 فبراير 2008-1 يونيو 2008    |
| شانكار لال باندي        | 2 يونيو 2008-1 أغسطس 2009     |
| سانيوكتا صمدار          | 3 أغسطس 2009-12 أبريل 2010    |
| T.N سينغ                | 13 أبريل 2010-30 يونيو 2011   |
| برانجال ياداف           | 2 يوليو 2011-13 أغسطس 2011    |
| د. بالكار سينغ          | 16 أغسطس 2011-20 مارس 2012    |
| أنيل دينغرا             | 3 أبريل 2012-7 مارس 2013      |
| سمت شبرا ساكسينا        | 8 مارس 2013-16 مايو 2013      |
| NKS شوهان               | 17 مايو 2013-28 مارس 2014     |
| GS Priyadarshi          | 28 مارس 2014-22 مايو 2014     |
| شاندرا براكاش تريباثي   | 27 مايو 2014-21 يوليو 2015    |
| كاران سينغ شاوهان       | 22 يوليو 2015-15 أغسطس 2015   |
| راكيش كومار سينغ        | 15 أغسطس 2015-4 يونيو 2016    |
| راجيف راوتيلا           | 6 يونيو 2016-18 يوليو 2016    |
| أميت كيشور              | سبتمبر 2016-23 فبراير 2017    |
| د. راج سيخار            | 25 فبراير 2017-28 أبريل 2017  |
| شيف سهاي أواستي         | 28 أبريل 2017-31 يناير 2018   |
| ماهيندرا بهادور سينغ    | 1 فبراير 2018-17 فبراير 2019  |
| أونجانيا كومار سينغ     | 19 فبراير 2019-6 مارس 2021    |
| رافيندرا كومار ماندر    | 6 مارس 2021-الآن              |

## أعلام
- علي يوسف علي
- سنجاي كابور
- أعظم خان